# Albiorix magnus
Espèce
Albiorix magnus est une espèce de pseudoscorpions de la famille des Ideoroncidae.

## Distribution
Cette espèce est endémique du Mexique. Elle se rencontre au Coahuila et au Chiapas.

## Description
La femelle holotype mesure 3,3 mm.
La femelle décrite par Harvey et Muchmore en 2013 mesure 3,39 mm.

## Publication originale
- Hoff, 1945 : The pseudoscorpion genus Albiorix Chamberlin. American Museum Novitates, vol. 1277, p. 1–12 (texte intégral).